# Lady d'Olphine
Lady d'Olphine est la sixième histoire de la série Benoît Brisefer de Peyo, Gos et François Walthéry. Elle est publiée pour la première fois du no 1771 au no 1795 du journal Spirou. Puis elle est publiée sous forme d'album en 1973.
Numa Sadoul y voit un épisode dans la lignée des précédents : un scénario possédant de bonnes idées, comme la course-poursuite dans l'hôtel, mais tendant à une certaine confusion, et servi par un bon dessin bien que Walthéry s'y applique moins que pour sa propre série Natacha.

## Résumé
Le cousin de M. Vladlavodka vient rendre visite à celui-ci et réactive par erreur le robot à l'effigie de Madame Adolphine (voir 2ème histoire). Sous le nom de Lady d'Olphine, le robot va rapidement devenir le chef d'un gang opérant dans la petite principauté de Monte San Sone. 
Benoît, M. Vladlavodka et son cousin s'y rendent. Pendant que ces deux derniers sont interrogés par la police (corrompue) de la principauté, Benoît retrouve le robot dans l'hôtel où il est descendu. Le robot ment au garçon sur son rôle en ville, se faisant passer pour bienfaitrice et non chef de gang. De son côté, la bande de Gomez arrive en ville - décidée à faire la guerre à Lady d'Olphine pour récupérer le pouvoir. 
Benoît doit affronter seul la menace imminente avant de neutraliser le robot, ce qui est un jeu d'enfant pour lui... Quand il n'est pas enrhumé...

## Personnages
- Benoît Brisefer: Héros de l'histoire
- Madame Adolphine / Lady d'Olphine: Méchante de l'histoire

## Documentation
- Numa Sadoul, « Lady d'Olphine », Schtroumpf : Les Cahiers de la bande dessinée, Glénat, no 22,‎ 1973, p. 25.